# Russell Anderson
Russell James Anderson (Aberdeen, 25 ottobre 1978) è un ex calciatore scozzese, di ruolo difensore.

## Palmarès

### Club

#### Competizioni nazionali
- Coppa di Lega scozzese: 1

Aberdeen: 2013-2014